# Anneau auto-régénérateur

SHR simple, intact

SHR avec un lien endommagé

SHR avec deux liens endommagés, le divisant en deux sous-anneaux non connectés, mais fonctionnels.

Un anneau auto-régénérateur (en anglais: self-healing ring, ou SHR), est un terme de télécommunications désignant une topologie de réseau en boucle, une configuration courante dans les systèmes de transmission de télécommunications. 
Comme les systèmes de distribution de routes et d'eau, une boucle ou un anneau est utilisé pour assurer la redondance. Les systèmes SDH (Synchronous Digital Hierarchy), SONET (Synchronous Optical NETworking) et WDM ((Wavelength Division Multiplexing) sont souvent configurés en anneaux auto-régénérateurs.

## Description
Le système consiste en un anneau de liaisons bidirectionnelles entre un ensemble de stations, utilisant généralement des communications par fibre optique. En utilisation normale, le trafic est distribué dans la direction du chemin le plus court vers sa destination. En cas de perte d'une liaison, ou d'une station entière, les deux stations survivantes les plus proches "rebouclent" leurs extrémités de l'anneau. De cette façon, le trafic peut toujours circuler vers toutes les parties survivantes de l'anneau, même s'il doit faire le "long chemin".
Une deuxième rupture de l'anneau peut le diviser en deux sous-anneaux, mais dans ce cas, chaque sous-anneau reste fonctionnel.

## Avantages
Les anneaux auto-régénérateurs offrent des niveaux élevés de résilience à faible coût, car il est souvent facile, d'un point de vue géographique, de prendre plusieurs chemins à travers le paysage et de les relier en un anneau avec très peu de longueur de fibre supplémentaire.
Les câbles de communication sous-marins récents sont généralement construits par paires pour fonctionner comme un anneau auto-régénérateur.
Les systèmes à très haute résilience sont généralement construits sur des mailles interconnectées d'anneaux autoréparables.
Un autre exemple de technologie de réseau en anneau autorégénérant est le réseau local Fiber Distributed Data Interface (FDDI).
Resilient Packet Ring (RPR) est une nouvelle technologie pour les réseaux en anneau à commutation de paquets et à autoréparation.